# Ranunculus lindenianus
Ranunculus lindenianus är en ranunkelväxtart som beskrevs av John Isaac Briquet. Ranunculus lindenianus ingår i släktet ranunkler, och familjen ranunkelväxter. Inga underarter finns listade i Catalogue of Life.